# Attiégouakro
Attiégouakro est une commune de Côte d'Ivoire située à 18 km de Yamoussoukro.

## Histoire
Elle est fondée par Nanan Boniki qui découvrit cette terre après une partie de chasse. Depuis lors, le village connut une évolution et fut découvert par les Français qui lui donnèrent le nom du chef Attiégoua, en lieu et place de Bonikikro qu'il portait avant. Après ceux-ci, plusieurs chefs ont animé la vie sociale de la commune.
Attiégouakro compte cinq écoles primaires, un lycée, un centre de santé urbain, un poste de gendarmerie, un poste de commandement des eaux et forêts, une direction départementale de l'agriculture, une direction départementale de la construction et de l'urbanisme, un service vétérinaire, une pharmacie et plusieurs lieux de culte.
Elle a été érigée en Commune depuis Mai 2018, en département avec un préfet résident à Yamoussoukro sans oublier sa sous-préfecture.
Elle est située à 14 km de la capitale politique de Yamoussoukro et à 7 km de Gorominankro.
Le département d'Attiégouakro compte 28 322 habitants, issus de 29 villages avec une superficie de 1 100 km2 créé par décret N°97-18 du 15 janvier 1997. Ce département dispose d'une seule commune et de deux sous-préfectures, celle d'Attiégouakro et de Lolobo. Elle fait partie du district autonome de Yamoussoukro.